# Cad Goddeu
Cad Goddeu (galês médio: Kat Godeu, A Batalha das Árvores) é um poema medieval galês preservado no manuscrito do século XIV conhecido como Livro de Taliesin. O poema se refere a uma história tradicional em que o lendário feiticeiro Gwydion anima as árvores da floresta para lutar como seu exército. O poema é especialmente notável por seu simbolismo marcante e enigmático e pela grande variedade de interpretações que isso ocasionou.

## Poema
Com extensão de 250 linhas curtas (geralmente cinco sílabas e uma pausa), e pendendo em várias seções, o poema começa com uma reivindicação estendida de conhecimento de primeira mão de todas as coisas, de uma forma encontrada a frente no poema e também em vários outros atribuídos a Taliesin;
| Bum yn lliaws rith kyn bum disgyfrith. Bum cledyf culurith, or adaf pan writh Bum deigyr yn awyr, bum serwawl syr. Bum teir yn llythyr, bum llyfyr ym prifder. Bum llugym lleufer blywdyn a hanher. Bum pont ar triger ar trugein aber. Bum hynt, bu eryr, bum corwc ymyr. Bum darwed yn llat, bum dos yg kawat Bum cledyf yn aghat, bum yscwyt yg kat. Bum tant yn telyn, lletrithawc naw blwydyn, yn dwfyr yn ewyn. Bum yspwg yn tan, bum gwyd yn gwarthan. Nyt mi wyt ny gan: keint yr yn bychan. Keint yg kat godeu bric rac Prydein wledic. | Estive em multifárias formas Antes que fosse descerrado. Fui fina espada furta-cor forjada de uma mão. Fui gota no ar Fui sidérea radiância das estrelas Fui palavra nas letras Fui livro no princípio Fui luz da lanterna Por um ano e meio. Fui ponte erguida Sobre sessenta estuários. Fui caminho, fui águia, Fui coracle no mar Fui efervescência na bebida Fui pingo no chuvisco Fui espada em mão Fui escudo em batalha Fui corda em harpa. Disfarçado por nove anos, em água, em espuma, Fui faísca em fogo Fui árvore em conflagração. Não sou um que não canta Cantei desde a infância Cantei na batalha das árvores ramadas ante o senhor da Britânia. —da tradução de Marged Haycock em Legendary Poems from the Book of Taliesin (2007) |
| | |

culminando em uma alegação de ter estado em "Caer Vevenir" quando o Senhor da Grã-Bretanha lutou. Segue-se o relato de uma grande besta monstruosa, do medo dos bretões e de como, pela habilidade de Gwydion e pela graça de Deus, as árvores marcharam para a batalha: segue então uma lista de plantas, cada uma com algum atributo notável, ora apto, ora obscuro;
| Gwern blaen llin, A want gysseuin Helyc a cherdin Buant hwyr yr vydin. | Amieiro, frente à fila, formou vanguarda Salgueiro e sorva atrasados estavam ao combate. |
|                                                                        |                                                                                          |

O poema então se divide em um relato em primeira pessoa do nascimento da donzela das flores Blodeuwedd, e depois na história de outro, um grande guerreiro, outrora pastor, agora um viajante erudito, talvez Artur ou o próprio Taliesin. Depois de repetir uma referência anterior ao Dilúvio, à Crucificação e ao dia do julgamento, o poema termina com uma referência obscura à metalurgia.

## Interpretações
Existem alusões contemporâneas à Batalha das Árvores em outras partes das coleções medievais de Gales: As Tríades Galesas registram-na como uma batalha "frívola", enquanto em outro poema do Livro de Taliesin o poeta afirma ter estado presente na batalha.
De acordo com um resumo de uma história semelhante preservada em Peniarth MS 98B (que data do final do século XVI), o poema descreve uma batalha entre Gwydion e Arawn, o Senhor de Annwn. A luta começou depois que o arado divino Amaethon roubou um cachorro, um abibe e um cabrito de Arawn. Gwydion finalmente triunfou ao adivinhar o nome de um dos homens de Arawn, Bran (possivelmente Brân, o Abençoado).
Na história do Mabinogi da infância de Lleu Llaw Gyffes, Gwydion faz uma floresta parecer uma força invasora.[carece de fontes?]
O Cad Goddeu, que é difícil de traduzir por causa de sua alusividade lacônica e ambiguidade gramatical, foi o assunto de vários comentários especulativos do século XIX e traduções em inglês, gerando ainda discussões nos séculos XX e na academia atualmente; Pierre Le Roux chegou a chamá-lo de "um texto metafísico sobre o qual sempre há algo a ser dito, e no qual - como acontece com um versículo bíblico - todos podem sempre encontrar o que desejam".
Dentre os primeiros estudos no século XIX, a mitografia propagava diversas alegações exorbitantes sobre origens babélicas e diluvianas segundo o contexto religioso, o que influenciou a Celtomania. Thomas Stephens considerou o poema a respeito de "uma superstição helio-arquita (helio-arkite), a metempsicose de um Druida Chefe e um relato simbólico do Dilúvio". O trabalho monumental de Gerald Massey sobre as origens africanas sugeriu que o poema refletia a religião egípcia.
David William Nash acreditava que ele era um romance do século XII de baixa qualidade sobreposto a um romance ou história da era arturiana e juntado a outros fragmentos poéticos. W. F. Skene rejeitou a antiguidade do relato em prosa e pensou que o poema refletia a história do norte do país durante as incursões irlandesas. Watson seguiu Skene e Ifor Williams fez a pergunta 'E sobre a Batalha da Floresta da Caledônia?'
Robert Graves assumiu uma especulação que foi considerada e rejeitada por Nash; de que as árvores que lutaram na batalha correspondem ao alfabeto ogam, no qual cada caractere está associado a uma determinada árvore. Cada árvore teria um significado próprio e Gwydion adivinhou o nome de Bran pelo ramo de amieiro que Bran carregava, sendo o amieiro um dos principais símbolos de Bran. Graves argumentou que o poeta original ocultou segredos druídicos sobre uma religião matriarcal celta mais antiga, por medo da censura das autoridades cristãs. Ele sugeriu que Arawn e Bran eram nomes para o mesmo deus do submundo e que a batalha provavelmente não era física, mas sim uma luta de inteligência e erudição: as forças de Gwydion só poderiam ser derrotadas se o nome de sua companheira, Lady Achren ("Árvores"), fosse adivinhado, e a tropa de Arawn apenas se o nome de Bran fosse adivinhado. Estudos acadêmicos contemporâneos da literatura galesa não aprovam essas suposições de Graves.
Graves, seguindo Nash, aceitou que o poema é uma composição de várias seções diferentes, entre as quais ele nomeou uma Hanes Taliesin (História de Taliesin) e uma Hanes Blodeuwedd (História de Blodeuwedd).
Outros estudiosos apontam como provável a associação arturiana, em que o rei Artur é citado uma vez no poema, nos versos: "Druidas, sábios, profetizem a Artur!". Há argumentos que situam a batalha de árvores mitológica, aparecida também em outras fontes, na renomada Floresta Caledoniana, como sendo a batalha de Coed Celyddon ("Cat Coit Celidon") citada na Historia Brittonium.
A transmutação de formas do eu-lírico pode refletir um tema do estilo de composição poética celta, com o qual o Canto de Amergin também guarda semelhanças. Arbois de Jubainville interpretou a fórmula "eu sou" no início dos versos deste último como um panteísmo, enquanto que na Batalha das Árvores é utilizado "eu fui", denotando transmigração da alma; essa escrita talvez possa ainda se referir à versatilidade do fili sobre tudo aquilo de que já cantou e se corporificou, em disputa com outros poetas.
Uma metáfora corrente entre galeses e irlandeses era também a de armas e exércitos comparados a árvores, em que os soldados se enfileiravam. Não parece haver, entretanto, relação do agrupamento de árvores apresentado com ordenações já existentes de catálogos legais de árvores em Gales e Irlanda ou poesias sobre plantas, mas talvez o poeta tenha imitado o estilo clássico de listagem biológica em poemas com intento satírico, aludindo ao público uma distante imagem de Taliesin em sua paródia heroica. Patrick K. Ford sugere que o poema poderia guardar estratos de alguma noção de bosque sagrado.
Marged Haycock e Mary Ann Constantine rejeitam a ideia de que Cad Goddeu codifica antigas religiões pagãs como Graves acreditava, mas a veem como uma burlesca, uma grande paródia da linguagem bárdica. Francesco Bennozo argumenta que o poema representa os medos antigos da floresta e seus poderes mágicos. Trudy Carmany Last sugere que Cad Goddeu é uma variante celta da Eneida de Virgílio.

## Outros usos
J. R. R. Tolkien provavelmente pode ter se inspirado na Batalha das Árvores para sua "Marcha dos Ents".
No filme Mr. Jones, Gareth Jones é retratado citando versos do poema segundo a tradução de Robert Graves: "Conheço a luz cujo nome é Esplendor/E o número das luzes reinantes/Que espalham raios de fogo".
Duel of the Fates é um tema musical recorrente na trilogia prequela de Star Wars e no Universo Expandido. Foi composta por John Williams e gravada para a trilha sonora do filme pela London Symphony Orchestra (LSO) e London Voices. Esta peça sinfônica é tocada com uma orquestra completa e um coro. As letras são baseadas em um fragmento de Cad Goddeu na tradução de Robert Graves, que foi lida por George Lucas, e cantadas em sânscrito numa versão para coro após ele ter pedido tradução a seus amigos: "Sob a raiz da língua,/uma batalha da mais terrível,/e outra furiosa/atrás, na cabeça".